# Pessinunt
Pessinunt (en grec antic: Πεσσινούς) fou la principal fortalesa dels tolistobogis, a l'occident de Galàcia, a la vora del riu Sangari, a poc més de 20 km del seu naixement i a similar distància des de Germa, construïda a la vora del camí que anava d'Ancira a Amòrion. El seu nom derivava d'una divinitat caiguda dels cels (caigut es diu en grec pesein). Tenia un gran temple dedicat a aquesta divinitat, a la qual els grecs anomenaven Rea, els romans Magna Mater i els nadius Cíbele; els sacerdots del temple eren de la família reial que governava la ciutat, però sota domini romà van perdre quasi totes les seves prerrogatives.
El 204 aC, una ambaixada romana va anar a Pessinunt per preguntar a l'oracle si era correcte el que deien els llibres sibil·lins que la seguretat de la ciutat de Roma depenia del trasllat de la pedra meteorítica que havia donat nom a la ciutat. Temps més tard, els reis de Pèrgam van adornar el santuari construint un nou temple amb pòrtic de marbre blanc. El culte a la dea va continuar durant tot el període romà, republicà i imperial, i Julià l'Apòstata també va adorar la dea al seu temple. Al segle iv fou la capital de la província de Galàcia Salutaris.
Pessinunt es troba a l'actual poble de Ballıhisar, a 13 km de Sivri Hisar, una petita ciutat a la carretera d'Ankara a Eskişehir, a la confluència amb la carretera d'Afyonkarahisar a Esmirna, a 120 km al sud-oest d'Ankara. Les seves ruïnes encara són objectes d'estudis arqueològics.

## Història
Tradicionalment, s'ha considerat Pessinunt el centre de la cultura frígia al segle viii aC (tot i que els estudis arqueològics no han pogut confirmar aquesta antiguitat). Segons els historiadors antics, hi havia un esplèndid temple dedicat a la dea Cíbele i la fundació de la ciutat era atribuïda al rei Mides I (738-696 aC). Com que els estudis arqueològics no confirmen aquesta informació, això ha impulsat una relectura més crítica dels autors antics, en la qual s'han trobat algunes incongruències i imprecisions importants. Estrabó havia escrit que els sacerdots encarregats del seu culte eren persones de la noblesa dels "temps antics", però no deixava clar si el temple tenia caràcter de centre del culte estatal i si estava dirigit per una dynastai durant el període frigi. Segons Ciceró, els reis selèucides van tenir una gran devoció per aquest santuari, fet que indica que el culte encara era viu al segle iv.
Cap al segle iii aC, Pessinunt amb el seu temple ja estava establert com a centre del culte estatal, que era lloc de peregrinació de tota Anatòlia, i estava dirigit per una oligarquia clerical anomenada gals, els quals eren eunucs. Unes tribus celtes van arribar a l'Àsia Menor l'any 278 o al 277 aC, durant les guerres que van seguir la mort d'Alexandre el Gran i es van establir a la regió nord occidental d'Anatòlia, a partir de llavors coneguda com a Galàcia. Una tribu d'aquests gàlates, els tolistobogis, van ocupar el territori frigi entre la ciutat de Gòrdion i Pessinunt. Els gàlates van adoptar un estil de vida grec, encara que al segle v continuaven parlant una llengua celta; però és dubtós que el temple de Pessinunt tingués la mateixa importància que havia tingut.
La relació entre Pessinunt i Roma és bastant antiga. L'any 205 o 204 aC, alarmats per una pluja de meteorits i altres prodigis que van tenir lloc durant la Segona Guerra Púnica, els romans van consultar els llibres sibil·lins i van decidir introduir el culte de Magna Mater, la dea del mont Idaea, també coneguda amb el nom de Cíbele. Van cercar el suport del seu aliat Àtal I de Pèrgam (241-197 aC), i seguint les seves ordres van anar a Pessinunt, d'on van agafar una pedra negra que es deia que havia caigut dels cels i era una valuosa representació de la divinitat que buscaven.

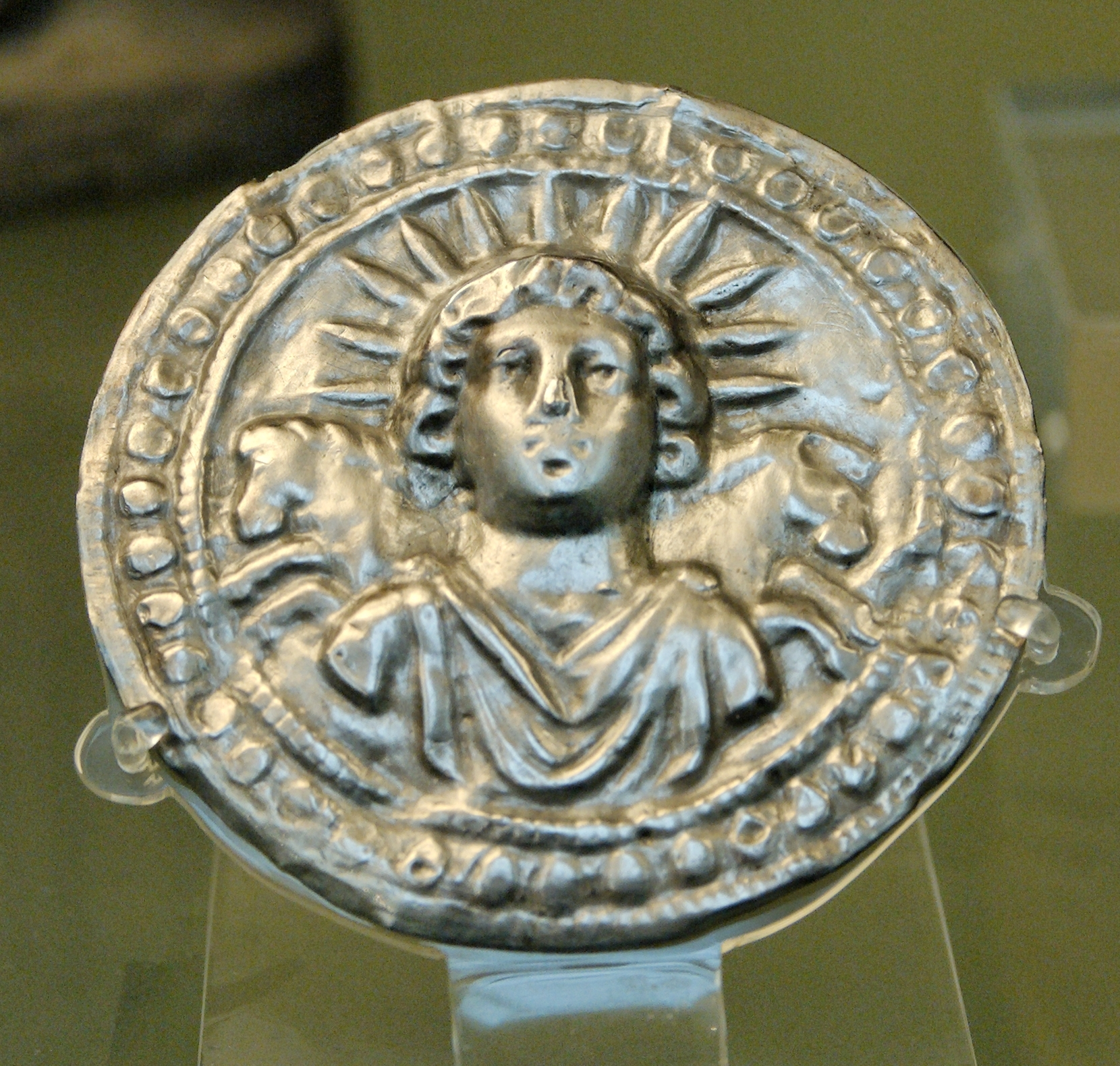
Imatge del Sol invictus (s. III), procedent de les ruïnes de Pessinunt

Al segle iii aC, la ciutat de Pèrgam va superar en importància Pessinunt. La dinastia antigònida es va encarregar de transformar l'antic santuari en un temple gran, potser després del 183 aC, el qual depenia de l'administració de Pèrgam. El segle i aC va ser un període molt inestable per a Pessinunt, ja que es van succeir molts governants a la regió central d'Anatòlia. Segons Estrabó, els sacerdots van perdre gradualment els seus privilegis. Les guerres mitridàtiques (89-85 aC; 83-81 aC; 73-63 aC) van tenir conseqüències polítiques i econòmiques. Quan Deiòtar, tetrarca dels tolistobogis i vassall fidel de Roma, va esdevenir rei de Galàcia l'any 67/66 aC o 63 aC, Pessinunt va perdre la categoria de ciutat sagrada principal. El 36 aC, Marc Antoni va traspassar el govern de Galàcia al rei Amintes. A la mort d'aquest monarca, l'emperador August va annexar Galàcia, passà a ser una província de l'Imperi romà. Pessinunt va esdevenir la capital administrativa dels tolistobogis i a causa d'això va créixer en edificis monumentals.
Entre les noves construccions destacava:
- Un temple d'estil corinti,
- Un passeig al carrer principal (cardo maximus) amb columnes fetes amb marbre procedent d'una pedrera a İstiklalbağı, a uns 6 km al nord de Pessinunt,
- Una muralla que reforçava la ja existent.

La població va augmentar tant que alguns ciutadans de Pessinunt van fundar una colònia a prop de Babadat, que van anomenar Germakoloneia.

Per les inscripcions trobades sembla que a Pessinunt també hi havia:
- Un gimnasium,
- Un teatre; se'n desconeix la data exacta de la construcció, però se sap que en temps d'Hadrià se li van fer reparacions,
- Un arxiu o edifici administratiu,
- Uns banys públics, com així ho demostra l'impressionant sistema de canalització d'aigua trobat.[9] La primera part d'aquest sistema data de l'època d'August i estava fet per retenir i acumular l'aigua del Gallos, un riu de cabal estacional. Aquesta canalització arribava fins a l'artèria principal de la ciutat, el cardo maximus. Entre el segle i i el iii es va allargar la canalització fins a assolir uns 500 m.

En l'època de Tiberi van haver-hi noves construccions:
- Un temple de marbre amb perípter, dedicat a Divus Augustus, a la part baixa del qual hi havia un recinte amb grades que es creu que es feia servir per a fer espectacles en honor dels déus, com ara ludi scaenici o ludi gladiatores,
- Una columnata que tradicionalment s'havia atribuït al temps de Tiberi, ara se sap que és de la fi del segle ii aC o principis del segle i aC.[10]

El cristianisme va arribar a la zona al segle iii i al segle iv el temple d'August es va aprofitar per al nou culte. L'emperador Julià l'Apòstata, en un intent de guanyar adeptes per als antics cultes, va visitar el temple de Cíbele i va deixar un escrit als encarregats queixant-se pel mal estat en què el va trobar. L'any 398, l'antiga província de Galàcia es va dividir en dues subprovíncies, quedà Pessinunt en la del sud, anomenada Galatia Salutaris. Aquestes dues províncies van quedar dins la diòcesi de Pontus i després van passar a ser una dels temes anatòlics.
A la fi de l'any 715, Pessinunt va ser destruïda per un atac d'àrabs procedents d'Orcist. La zona va continuar sota control romà d'Orient fins que va passar a mans dels turcs seljúcides a la darreria del segle xi. Quan amb el temps es va repoblar, el nou nucli està en una part més alta i de menor extensió que s'anomena Ballıhisar.

## Estudis arqueològics
La Universitat de Gant va organitzar-hi un estudi arqueològic que va durar del 1967 al 1973 sota la direcció de Pieter Lambrechts. Del 1987 al 2008, van reprendre la investigació sota la direcció de John Devreker. Les excavacions van mostrar que la ciutat s'havia creat com a molt aviat cap a l'any 400 aC, cosa que contradiu les narracions que li atribuïen arrels frígies.
La zona del temple fou descoberta el 1834 per l'explorador francès Charles Texier al sud de la població i a prop del riu. Tots els treballs d'investigació relatius al temple van ser resumits en la tesi doctoral d'Angelo Verlinde el 2012. Charles Texier va dibuixar un plànol hipotètic de Pessinunt i les seves ruïnes. D'aquest mapa, només s'ha explorat l'àrea del temple (sector B) i l'acròpoli (sector I). Des del 2009, Pessinunt torna a ser objecte d'investigacions, aquesta vegada per part d'un equip de la Universitat de Melbourne (Austràlia), sota la direcció de Gocha Tsetskhladze.

### Elquadriporticus
Hi ha una estructura amb columnes, situada davant del temple que a la part baixa té unes grades per a espectacles, que ha estat objecte d'estudi. En principi es va proposar que formava part del complex d'edificis de l'època de Tiberi (42 aC-37 dC), però els estudis de Verlinde van desmuntar aquesta teoria, ja que el va datar del segle ii. L'arquitectura del conjunt són edificis recoberts amb estuc llustrós que imiten l'estil hel·lenista del Gymnasion d'Eudemos a Milet, de la darreria del segle iii aC. Segons Verlinde, l'estructura amb columnes era un quadriporticus amb peristil d'estil rodi, consistent en una alta filera de columnes (ordre jònic) en la cara nord i tres fileres més baixes de columnes dòriques. El quadriporticus devia ser un annex de la ciutadella de l'època hel·lenística, que precedia l'accés a un primer temple de l'època imperial.
La combinació d'un palau hel·lenista i un gymnasium és típica de les polis de la Grècia hel·lenística. Els estudis basats en la ceràmica trobada i la datació per carboni indiquen que la palaestra es va destruir pel foc a l'acabament del període hel·lenístic, de la qual cosa es dedueix que l'estructura amb columnes va tenir una existència curta. Després de la destrucció pel foc, no es va reconstruir, sinó que es va fer servir com a zona sense pavimentar per als espectacles de gladiadors. Al segle iii aC, es va revestir amb marbre donant-li forma d'el·lipse amb un monument funerari en l'interior (Heroon). Al mateix temps, es va guarnir amb columnes el cardo maximus i es van aixecar uns arcs monumentals que feien de portes d'entrada a la ciutat, situats a l'extrem nord i sud d'aquest carrer.